# Asmus Ehrenreich von Bredow
Pour les articles homonymes, voir Famille von Bredow et Bredow (homonymie).
Asmus Ehrenreich von Bredow (né le 29 avril 1693 à Senzke (arrondissement d'Havelland-de-l'Ouest) et mort le 15 février 1756 à Halberstadt) est lieutenant général prussien et gouverneur de Colberg. Il est également chevalier de l'ordre de l'Aigle noir, chanoine de Brandebourg, titulaire de deux départements administratifs, héritier des domaines Worin en Prusse-Orientale.
Il est le fils d'Asmus Ehrenreich von Bredow l'Ancien (né le 8 juillet 1646 et mort le 17 avril 1705) et de Katharina Marie von Briest. Son frère est Mathias Christoph von Bredow (de) (né le 27 février 1685 Senzke et mort le 20 octobre 1734 sur Worienen), qui s'est fait un nom en tant que fonctionnaire prussien pour le drainage du Luch (de) et le développement économique de la Prusse-Orientale et de la Lituanie.

## Biographie
Il étudie à l'Université de Halle de 1711 à 1713. En 1714, il rejoint l'armée prussienne dans le 1er régiment d'infanterie (Wartensleben). Il y devient enseigne le 19 mai 1714. En 1715, il participe à la campagne de Poméranie (de). Il se fait remarquer par son érudition et est nommé capitaine d'office de Hamm. Il est l'un des favoris du roi Frédéric-Guillaume Ier et il est donc autorisé à assurer la garde de nuit pendant sa maladie jusqu'à la mort du roi. Le nouveau roi Frédéric II le promeut en 1740 de major à colonel dans la garde nouvellement créée. Le 13 mai 1743, il devient également le capitaine d'office de Schliisselburg. Il devient également major général et chef du 33e régiment d'infanterie. En 1744, il est transféré au 21e régiment d'infanterie, dont il reste chef jusqu'en 1756. Le 24 mai 1747, il est promu lieutenant général. En 1748, il reçoit l'ordre de l'Aigle noir. En septembre 1749, il devient gouverneur de Colberg.
Il est nommé le 30 novembre 1753 membre honoraire de l'Académie royale prussienne des sciences.
Il est enterré dans la cathédrale de Halberstadt.